# Institut d'ethnologie
 (août 2013).
Si vous disposez d'ouvrages ou d'articles de référence ou si vous connaissez des sites web de qualité traitant du thème abordé ici, merci de compléter l'article en donnant les références utiles à sa vérifiabilité et en les liant à la section « Notes et références ».
L’Institut d'ethnologie de l'université de Paris, a été créé en 1925, par Marcel Mauss et Lucien Lévy-Bruhl, Paul Rivet en assurant le secrétariat. À la suite des réformes de l'université de Paris, et des transformations des sciences sociales ses compétences seront transférées au muséum national d'histoire naturelle en 1973.

## Histoire
L'Institut d'ethnologie est fondé par le ministère des Colonies et rattaché aux quatre facultés de l’université de Paris, durant la période d’affirmation de la puissance coloniale de la France et de la création de l’ethnologie française.
Les objectifs de l’Institut, qui fonctionnait essentiellement avec des financements provenant des colonies, étaient de « coordonner, d’organiser et de développer les études ethnologiques, en particulier celles qui se rapportent à l'Empire colonial français, de former des travailleurs pour ces études et de publier leurs travaux »[réf. nécessaire]. De plus, l’Institut pouvait, « après accord avec les gouverneurs, envoyer des missions aux colonies ». Le descriptif des matières enseignées montre bien les options culturelles et stratégiques choisies : « méthodes de la recherche et de la description ethnologiques, les institutions des indigènes, en particulier leurs langues, leurs religions, leurs coutumes, leurs techniques, leurs caractères anthropologiques, leur histoire et leur archéologie ».

### La décolonisation de l'ethnologie
Cependant, les conditions politiques (décolonisation et Ve République), universitaires (nouvelle organisation des diplômes et restructurations de l’enseignement) ou générationnelles (mort de Marcel Griaule en 1956 et de Paul Rivet en 1958) vont modifier le cours de l’Institut d’ethnologie, dans ses buts comme dans son fonctionnement, qui deviennent l’un et l’autre plus ouverts : il n’est plus question de limiter le terrain aux seules « ex-colonies » ni d’enseigner sans considérer les autres institutions.
En 1957, lorsque André Leroi-Gourhan, fraîchement promu enseignant d’ethnologie générale à la Sorbonne, entre au comité directeur de l’Institut d’ethnologie, Paul Rivet en confie le secrétariat à Claude Lévi-Strauss. Désormais, ils vont assumer ensemble la direction ; ces changements seront actés en janvier 1962, sous la présidence de Jean Roche, recteur de l’université de Paris.
Le 30 novembre 1965, le Centre de formation aux recherches ethnologiques (CFRE) du musée de l’Homme, créé par André Leroi-Gourhan en 1946, est rattaché à l’Institut d’ethnologie. C'est aussi l’occasion d’une réorganisation en profondeur du CFRE pour le mettre en cohérence avec la carte des recherches et des enseignements de l’ethnologie.

### La fin de l'Institut d'ethnologie
Mais l’événement majeur de cette période va être, pour l’Institut d’ethnologie comme pour toute la société française, le puissant mouvement de mai 1968 et sa conséquence universitaire : la loi d’orientation de l’enseignement supérieur du 12 novembre 1968.
La dernière assemblée générale des professeurs de l’Institut d’ethnologie se réunit le 18 décembre pour analyser les nouvelles modalités administratives et institutionnelles qui conditionnent enseignement et recherche : création des universités nouvelles, après le démantèlement des anciennes, et organisation des enseignements dans le cadre d’unités d’enseignement et de recherche (UER). Cette assemblée générale est aussi l’occasion du renouvellement du bureau : démission de Claude Lévi-Strauss du poste de codirecteur, remplacé par Jean Guiart ; Henri Raulin remplace Claude Tardits comme secrétaire général, et un nouveau poste de secrétaire général adjoint est attribué à Suzanne Robin.
Au-delà de ces modifications internes, le nouveau cadre universitaire, qui se met en place difficilement, est prétexte à des débats au sein de l’Institut d’ethnologie. Ces débats vont opposer pendant plus d’un an notamment ceux qui, à la suite des propositions institutionnelles d’André Leroi-Gourhan, cherchent à voir comment le fonctionnement de l’Institut peut être compatible avec la structure des UER, à d’autres qui, à la suite de l’analyse de Claude Lévi-Strauss sur la situation globale de l’ethnologie, rejettent ce nouveau cadre et souhaitent trouver d’autres solutions pour poursuivre l’œuvre de l’Institut. C’est dans ce contexte instable que les discussions se poursuivent à l’Institut d’ethnologie, en 1969 et 1970. Son avenir, qui semble de plus en plus incertain, oscille entre les tendances, vécues comme contradictoires, vers la sociologie, la technologie, la préhistoire ou l’anthropologie physique, mais aussi d’un rattachement soit universitaire, soit extra universitaire (Collège de France, Muséum national d'histoire naturelle, fondation privée, etc.). 
Tandis que des réunions sont programmées pour tenter de créer une association rassemblant tous les ethnologues professionnels (garante de l’esprit pluridisciplinaire de l’Institut), on essaie de recadrer les missions fondamentales de l’Institut. Il ne reste plus guère que les éditions, l’information et la documentation, fonctions capitales, mais détachées de toute obligation institutionnelle. Il s’agirait de mettre sur pied un « service commun inter universitaire » qui, pour continuer à exister doit choisir un organisme de rattachement pour son ancrage budgétaire : en définitive, ce sera le Muséum national d'histoire naturelle (musée de l'Homme). 
Finalement, un décret du 4 janvier 1973 décide que « les activités de recherche, d’édition et de conservation de documents et archives antérieurement exercées par l’Institut d’ethnologie de l’ancienne université de Paris sont assumées par le Muséum national d'histoire naturelle. »

## Travaux
Parmi les missions subventionnées et les dizaines de travaux édités, on relève notamment ceux de Marcel Griaule (Éthiopie et Dogons), de Deborah Lifchitz (Éthiopie), de Jacques Soustelle (Mexique) et d’André Leroi-Gourhan (Pacifique nord).

## Membres
- Marcel Griaule
- Raoul Hartweg
- André Leroi-Gourhan
- Claude Lévi-Strauss
- Lucien Lévy-Bruhl
- Marcel Mauss
- Paul Rivet
- Jacques Soustelle
- Germaine Tillion
- Jean-Christophe Victor

## Publications
- Jacques Soustelle, rapport de 1975, à la demande du Premier ministre, Jacques Chirac, sur « La recherche française en archéologie et anthropologie ».